# Vajda Péter Ének-zenei Általános és Sportiskola
A Vajda Péter Ének-zenei Általános és Sportiskola egy nagy múltú budapesti oktatási intézmény.

## Története
A Magyar Királyi Állami Vas-, Acél- és Gépgyárak-gyár lakótelepével, a MÁVAG-kolóniával szemben épült. Az épületet eredetileg még Lechner Ödön kezdte megtervezni 1913-tól, de 1914-es halála után Reichl Kálmán vette a feladatokat.
Az építkezés az első világháború (1914–1918) miatt jelentősen el is húzódott, és csak 1924-re készült el. A fiú- és lányiskolában, amely ebben az időben Simor utcai iskola nevet viselte, kezdettől fogva alapfokú (elemi, polgári, majd általános iskolai) tanítás folyt. 
1970-ig a fiúk és a lányok külön-külön használhatták az épület két szárnyát. Oda járt az egykori sportköri névadója, Benedek Gábor öttusázó olimpikon is. Más híres növendékei: Rejtő Ildikó vívó olimpiai bajnok, Kozma István birkózó olimpiai bajnok, Regőczy Krisztina világbajnok műkorcsolyázó, Ináncsi Rita Eb-ezüstérmes atléta, Illés Lajos, az Illés-együttes alapítója, Sánta Ferenc, Jakupcsek Gabriella televíziós műsorvezető, Spányi Antal katolikus püspök és még sokan mások. Az utca átnevezése után (1953) neve Vajda Péter utcai általános iskola, majd 1995-től Vajda Péter Ének-zenei Általános és Sportiskola.
Az iskola jelenleg közoktatási típusú sportiskolai módszertani központ, az ELTE és a Raoul Wallenberg Humán Középiskola gyakorlóiskolája, a nemzetközi ökoiskola hálózat tagja 2012 óta .

## Képtár

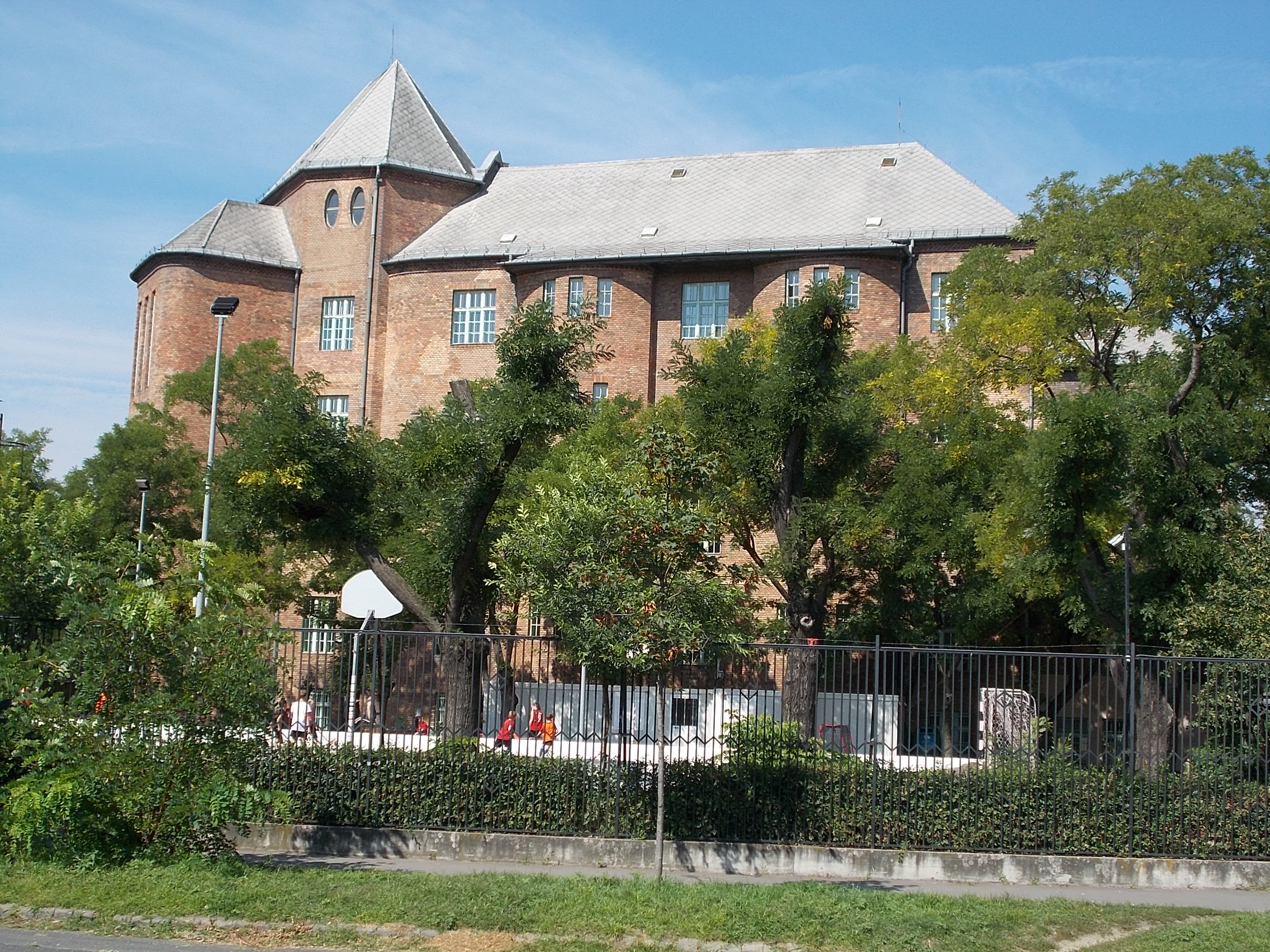
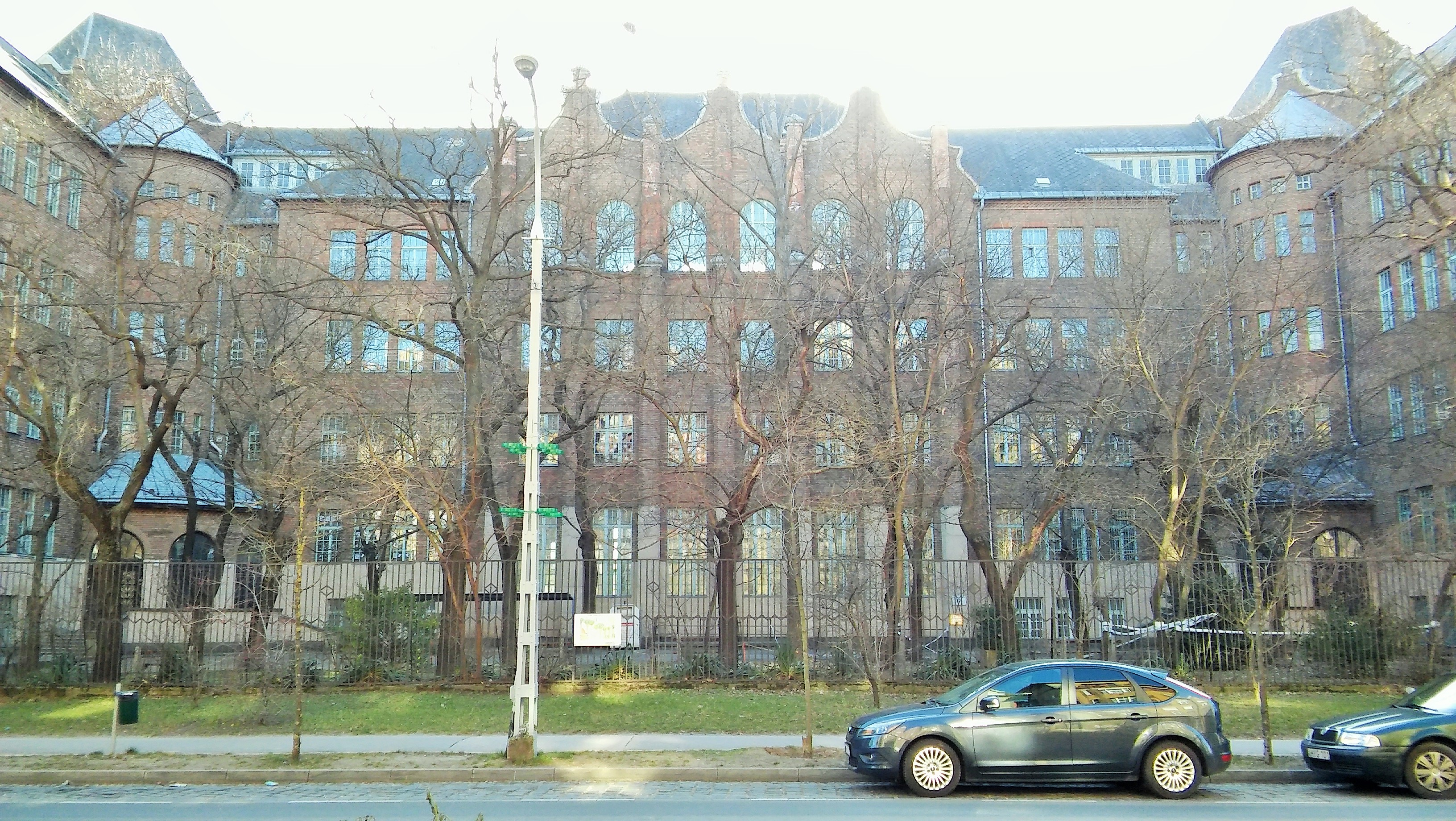
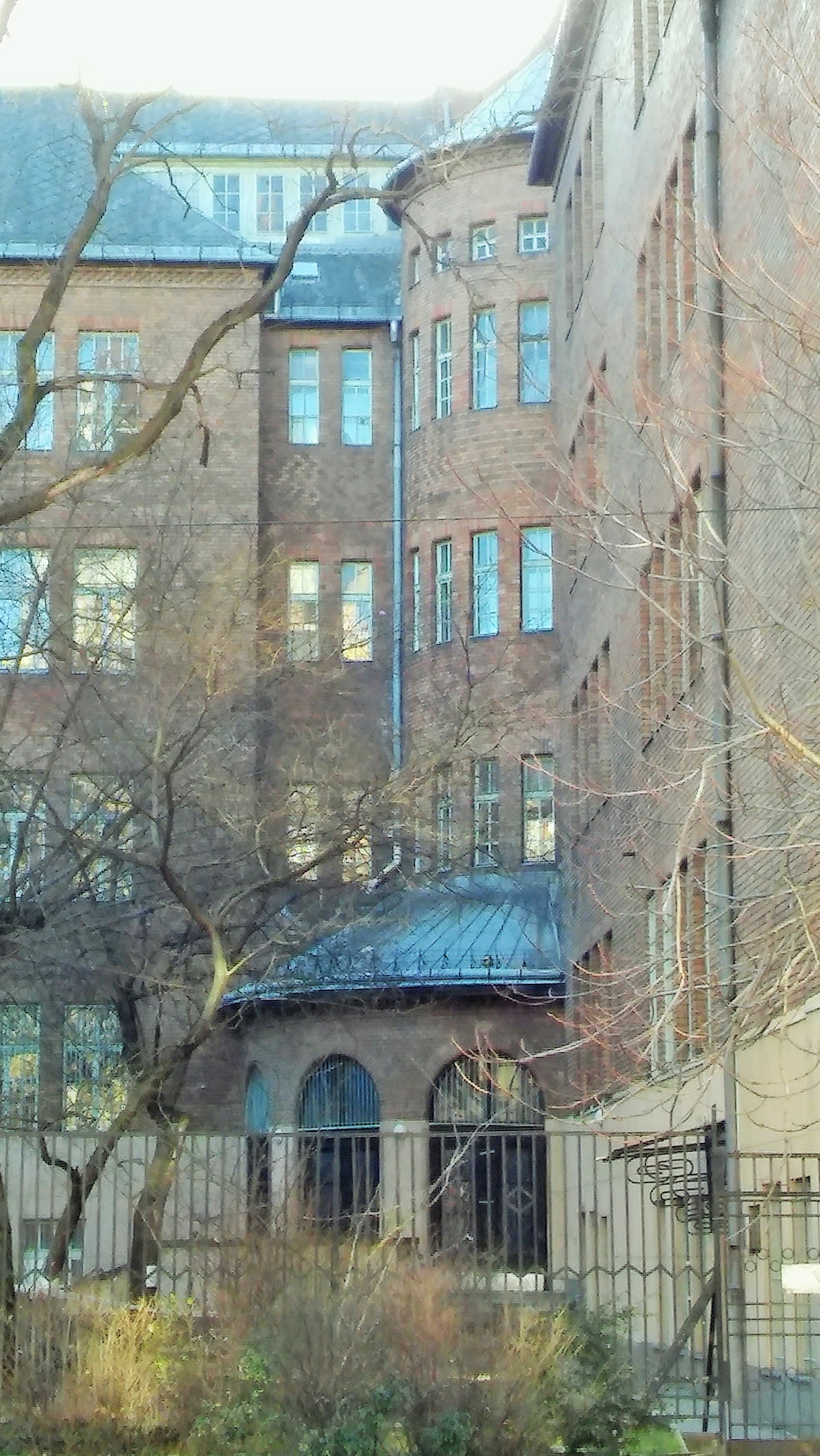
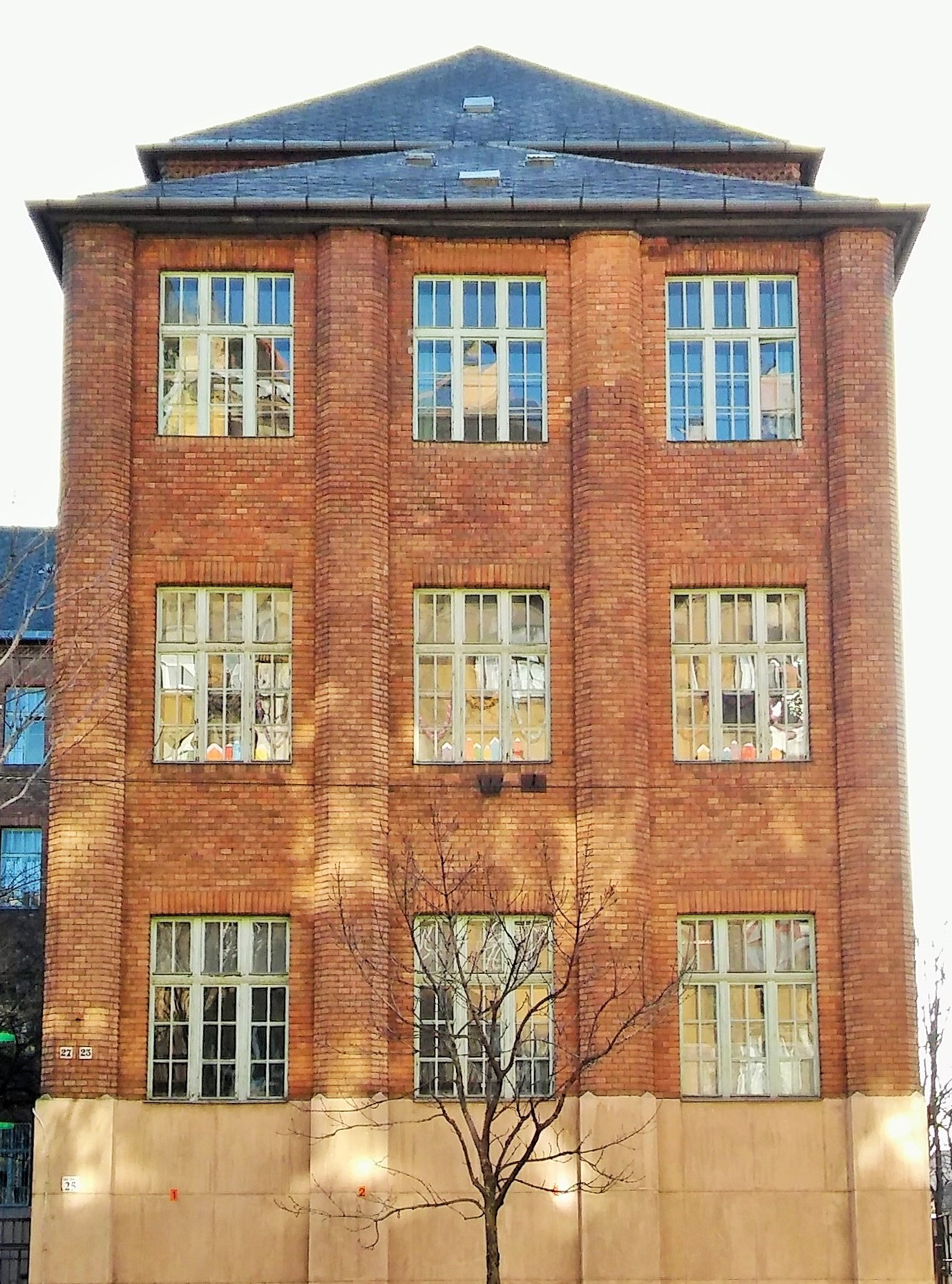
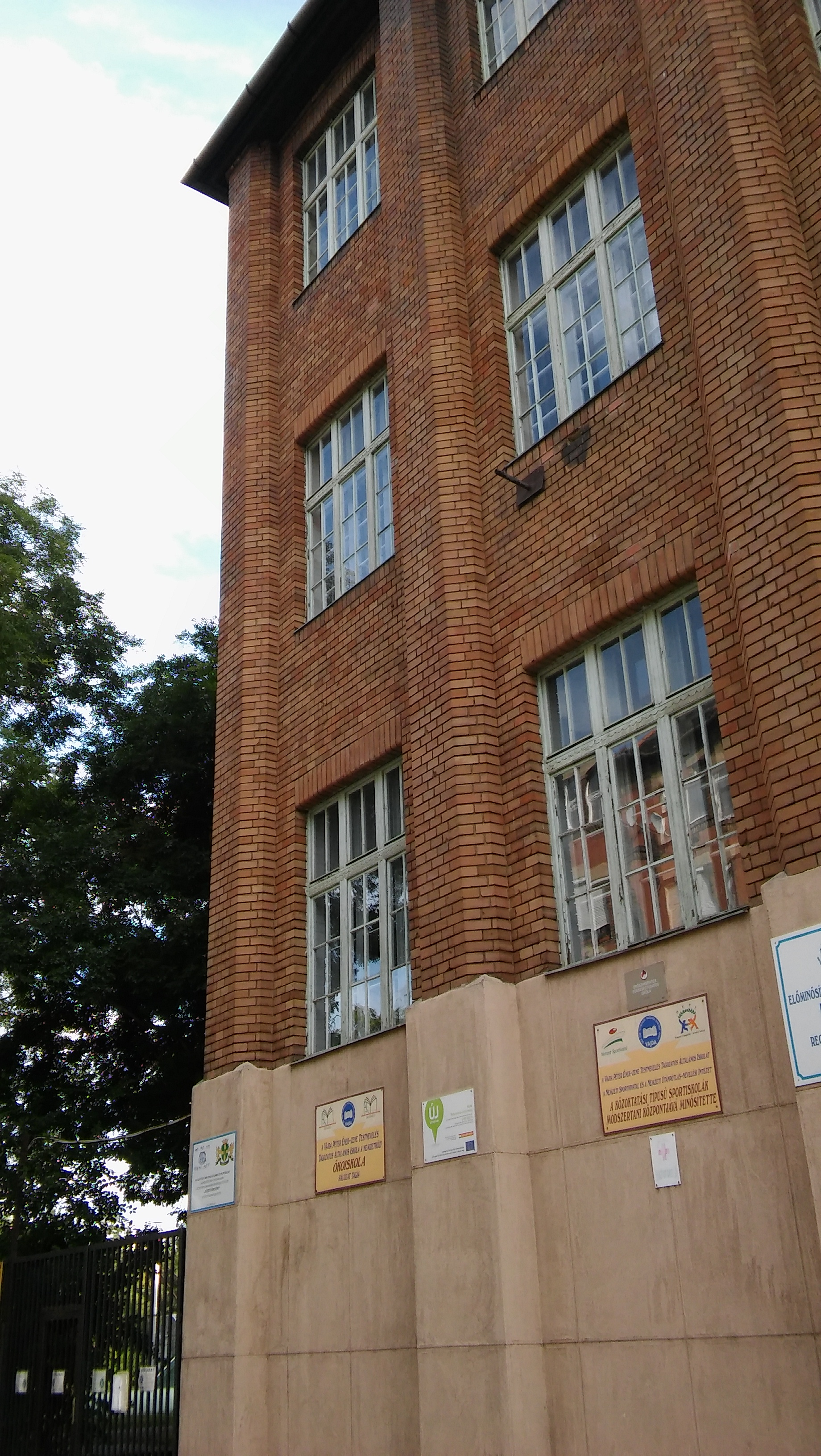
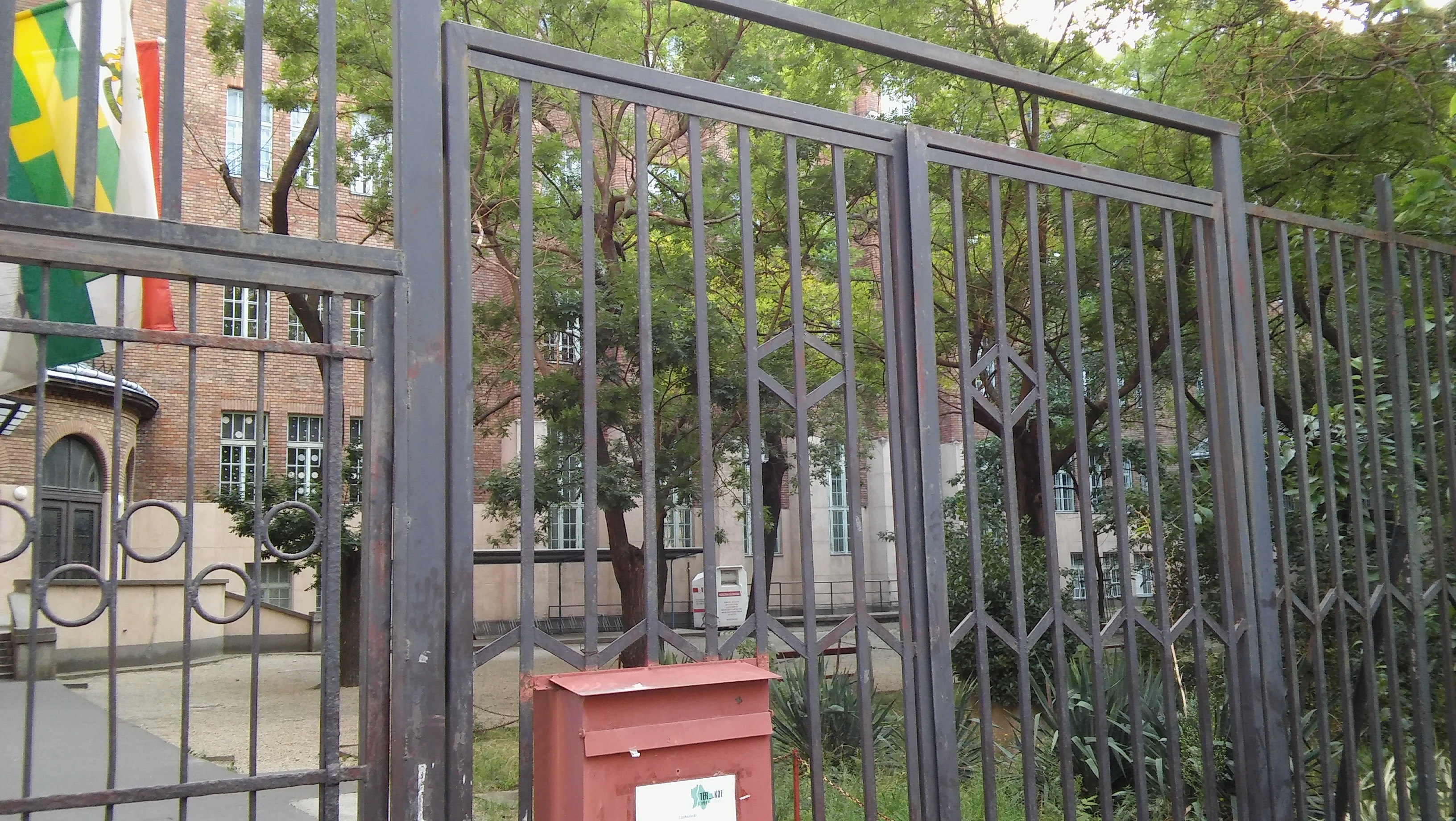